# 小野照崎神社
小野照崎神社（おのてるさきじんじゃ）は、東京都台東区下谷二丁目にある神社。

## 由緒
小野篁を主祭神とし、相殿に菅原道真を祀る。852年（仁寿2年）この地の住民が上野照崎の地に小野篁を奉斎したのが起源と伝わる。寛永年間（1624年-1643年）、寛永寺の建立のため幕府より移転を命じられ、現社地に遷座した。江戸末期、回向院より菅原道真自刻と伝わる像を迎えて相殿に祀り、「江戸二十五天神」の一つに数えられた。樋口一葉の「たけくらべ」に「小野照さま」の名で出ている。

### 境内末社
- 富士浅間神社（下谷坂本富士）
- 御嶽神社
- 三峰神社
- 琴平神社
- 庚申塚 、青面金剛、喜宝院庚申堂（入谷庚申堂）遺跡。元日本三庚申の一つだったが現存しない。
- 稲荷神社
- 織姫神社

### 文化財
- 下谷坂本富士 - 小野照崎神社の敷地内にある富士塚。1828年（文政11年）建造。1979年（昭和54年）には「下谷坂本の富士塚」（したやさかもとのふじづか）として、重要有形民俗文化財に指定されている。毎年富士山の開山に合わせて6月30日と7月1日に一般の登拝ができる。

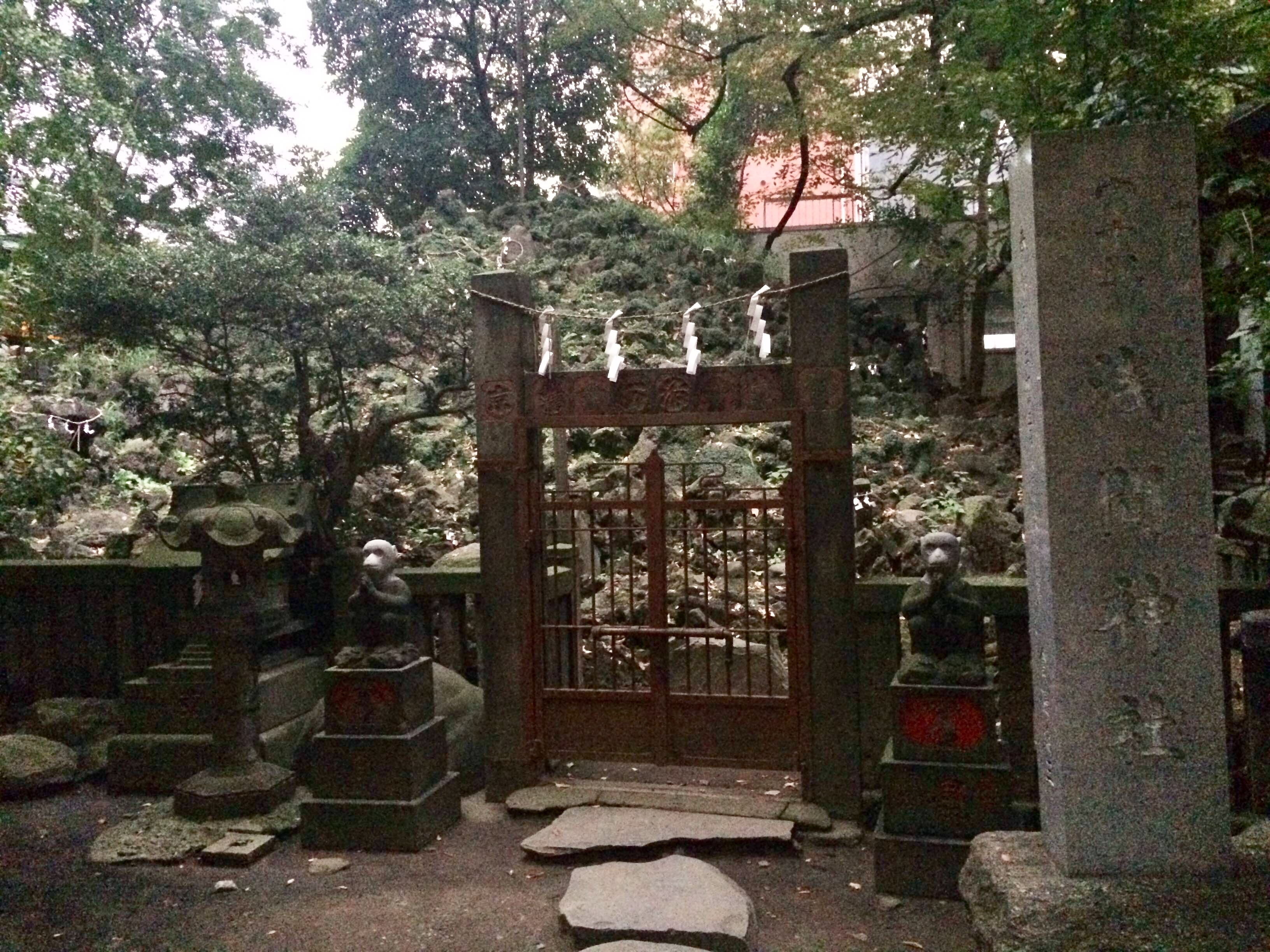
下谷坂本富士、普段は閉門しており登拝不可
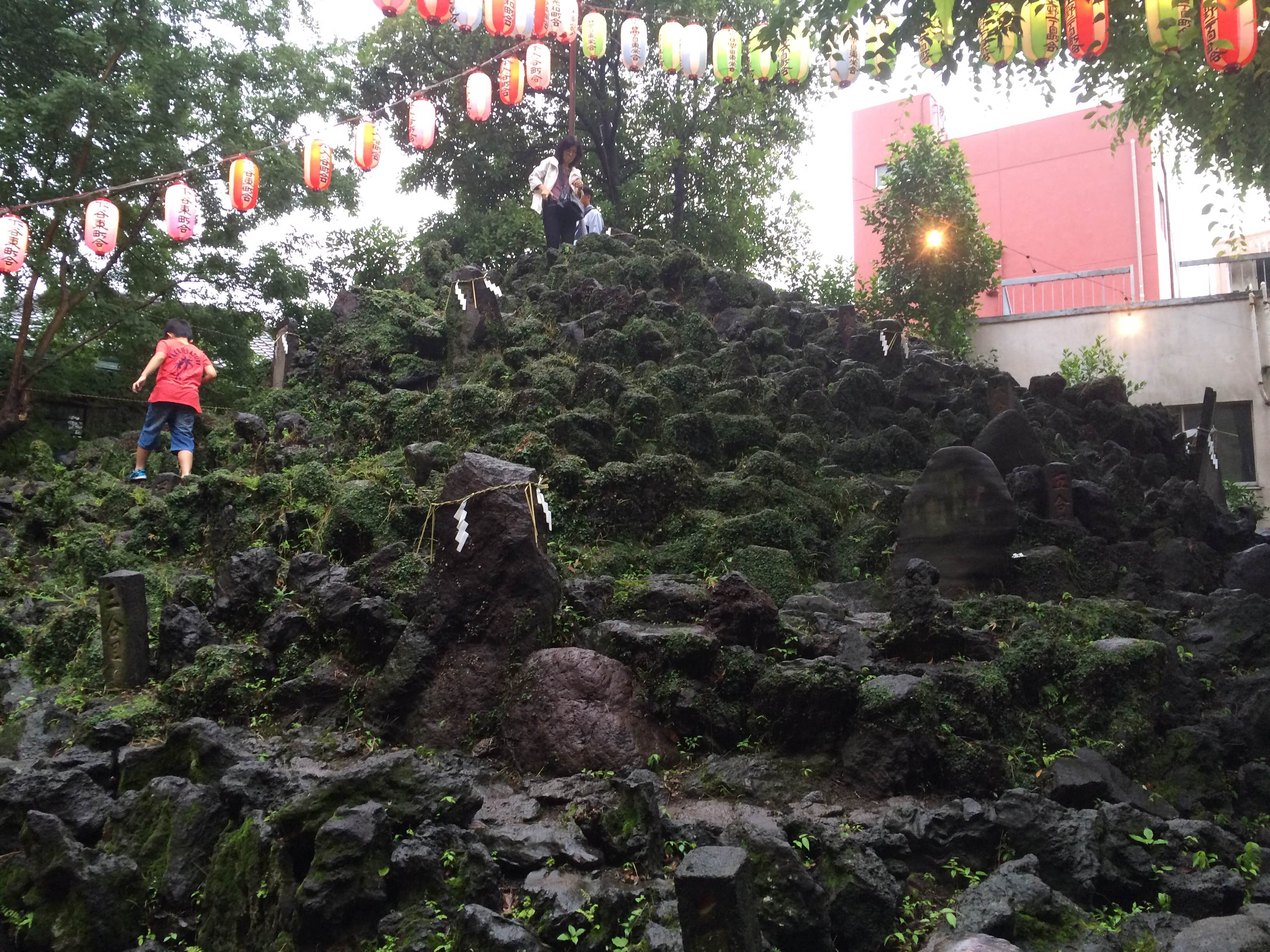
登拝の様子（2015年7月1日）
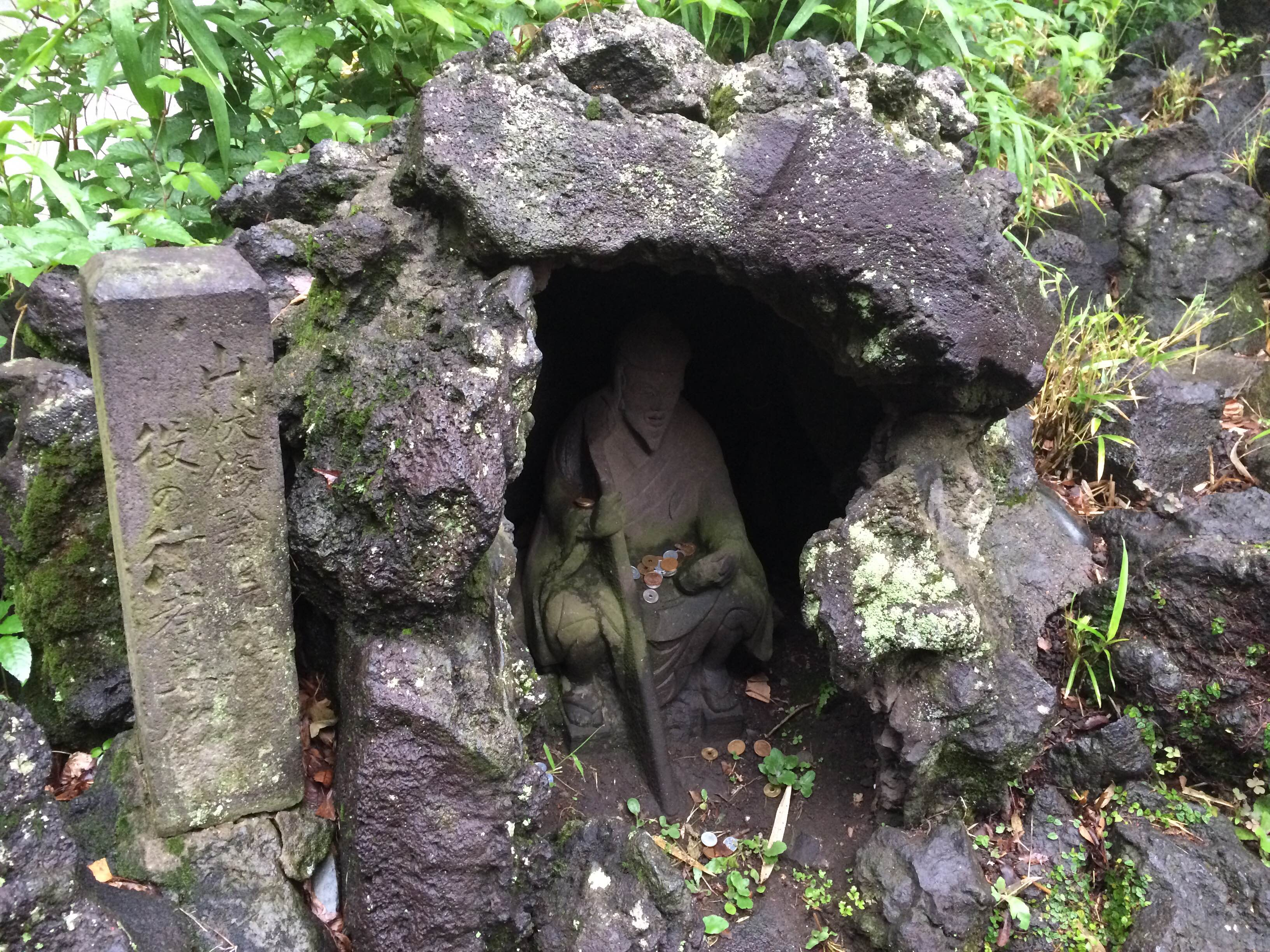
富士塚に安置されている、修験道の開祖とされる役行者の像

## 例大祭
例大祭は毎年5月19日に一番近い土日に行われる。通常3年に一度本社神輿（神社のお神輿）が渡御される。間の年は「陰」と呼ばれ氏子15ヶ町の町会神輿が神社まで連合渡御される。ただし、皇族の即位やご誕生などの際は「陰」年でも本社神輿が渡御される場合がある。

## 氏子

### 氏子拾五ヶ町
なお、現在は5ブロック、17ヶ町で構成される
| 入谷ブロック - 入谷町会 - 本入谷町会 - 下谷二丁目町会 - 下谷東町会 |  | 中入谷ブロック - 仲入谷町会 - 入谷中央町会 - 入谷光和町会 - 入谷北栄町会 |  | 坂本ブロック - 坂本町会 - 坂本二丁目町会 - 下谷一丁目町会 |  | 北上野ブロック - 北上野一丁目町会 - 北上野二丁目町会 - 北上野町会 |  | 松が谷ブロック - 松が谷三丁目町会 - 松が谷四丁目本町会 - 松が谷四丁目東栄町会 |

### 氏子地域
住居表示で示すと以下の通り。
- 入谷一丁目 1～28、32･33
- 入谷二丁目 1～33
- 下谷一丁目
- 下谷二丁目 1～19、21～24
- 下谷三丁目 2･5
- 北上野一丁目
- 北上野二丁目
- 松が谷三丁目 10～23
- 松が谷四丁目
- 上野七丁目 13
- 根岸一丁目 1-1～9、1-22～36
- 根岸三丁目 1･2、14

## その他
「学問・芸能」の神様として有名で、下町八社福参りなどのコースに入っている。

## アクセス
- 東京メトロ日比谷線「入谷駅」から北西へ徒歩2分。
- 東日本旅客鉄道（JR東日本）山手線・京浜東北線「鶯谷駅」南口から北東へ徒歩4分。

## 関連文献
- 斎藤幸雄「卷之六 開陽之部 小野照崎明神社」『江戸名所図会』 3巻、有朋堂書店、1927年、475,483頁。NDLJP:1174157/242。